# Арава (місто)
Ара́ва (англ. Arawa, ток-пісін Arawa) — місто в Папуа Новій Гвінеї, адміністративний центр АР Бугенвіль, який був перенесений сюди з міста Бука, та району Центральний Бугенвіль.
Місто розташоване в центрі східного узбережжя острова Бугенвіль і є найбільшим населеним пунктом на острові. Після 1998 року, коли громадянська війна за незалежність острова була закінчена, столиця Північних Соломонів Бука була зруйнована. Тоді було вирішено перенести її до Арави.
Населення — 38 100 осіб (2012; 36 443 в 2000, 12 623 в 1980).

## Клімат
Місто знаходиться у зоні вологих тропічних лісів. Найтепліший місяць — січень із середньою температурою 25.4 °C (77.7 °F). Найхолодніший місяць — червень, із середньою температурою 24.4 °С (75.9 °F).
| Клімат Арави            | Клімат Арави | Клімат Арави | Клімат Арави | Клімат Арави | Клімат Арави | Клімат Арави | Клімат Арави | Клімат Арави | Клімат Арави | Клімат Арави | Клімат Арави | Клімат Арави | Клімат Арави |
| Показник                | Січ.         | Лют.         | Бер.         | Квіт.        | Трав.        | Черв.        | Лип.         | Серп.        | Вер.         | Жовт.        | Лист.        | Груд.        | Рік          |
| Середня температура, °C | 25,4         | 25,3         | 25,3         | 25,2         | 25,1         | 24,4         | 24,6         | 24,7         | 25,1         | 25,4         | 25,3         | 25,4         | 25,1         |
| Норма опадів, мм        | 275.8        | 286.2        | 302.5        | 302.6        | 270          | 251.9        | 370.2        | 304.7        | 331.7        | 303          | 254.3        | 248          | 3500.9       |
| Днів з опадами          | 22,8         | 22,2         | 23,5         | 22           | 22,2         | 19,8         | 22,9         | 21,3         | 20,5         | 21,4         | 20,1         | 20,9         | 259,6        |
| ----------------------- | ------------ | ------------ | ------------ | ------------ | ------------ | ------------ | ------------ | ------------ | ------------ | ------------ | ------------ | ------------ | ------------ |
| Джерело: Weatherbase    |              |              |              |              |              |              |              |              |              |              |              |              |              |